# قبل از مسابقه
قبل از مسابقه (انگلیسی: Before the Race) یک نقاشی رنگ روغن بر روی بوم کرباس از نقاش امپرسیونیسم فرانسه، ادگار دگا است که در حوالی ۱۸۲۲ تا ۱۸۲۴ ترسیم گردید. دگا یکی از پیشگامان نقاشی چشم‌انداز با اسب‌ها می باشد.